# Sindrome di Aarskog
La sindrome di Aarskog è una malattia genetica correlata al cromosoma X e quindi caratterizzata da ereditarietà eterosomica dominante.

## Clinica
I sintomi e segni clinici sono marcati e vari. I pazienti presentano:
- bassa statura;
- ptosi oculare;
- strabismo;
- ipertelorismo;
- brachidattilia e clinodattilia;
- osteocondrite dissecante;
- epatomegalia;
- anemia.